# Zambrano

Localização do município de Santa Catalina no departamento de Bolívar.

Zambrano é um município do departamento de Bolívar, na Colômbia, com uma população de 12.216 habitantes, distribuída em uma área de 287 km² (28.700 hectares), resultando em uma densidade populacional de 42,6 habitantes por quilômetro quadrado. 
Zambrano está localizado as margens do rio Magdalena.
Os aeroportos mais próximos são: Aeroporto Baracoa de Magangué, a 51,4 km de distância; o Aeroporto Las Brujas, a 68,9 km; e o Aeroporto de Coveñas, a 103,3 km.

## História
No Dicionário Geográfico Agustín Codazzi está registado o nome de Don Álvaro de Zambrano como fundador deste município em 1770, na reserva anterior das famílias da tribo Malibu dependentes da cidade de Tenerife. Basicamente, fala-se também da delimitação por Don Antonio de la Torre y Miranda, que em 1776 delimitou a área do município vizinho de Carmen de Bolívar.